# Oscar José de Almeida
Oscar José de Almeida (Rio de Janeiro, 18 de julho de 1895 - Rio de Janeiro, 1 de novembro de 1942) foi um cantor e compositor brasileiro. Foi conhecido por canções de improviso e lembrado por sua obra, ligada principalmente ao Carnaval.
Integrou os ranchos Ameno Resedá e Recreio das Flores.